# Sanremo (film)
Sanremo je slovenski celovečerni dramski film iz leta 2020, ki ga je režiral, produciral in zanj napisal scenarij Miroslav Mandić. Prikazan je bil v tekmovalnem programu 24. festivala slovenskega filma, Mednarodnega filmskega festivala v Clevelandu, Festivala de Cine Al Este de Lima, Mednarodnega filmskega festivala v Seattlu, Festivala Črne noči Talin in Mednarodnega filmskega festivala Tirani. Leta 2021 je bil izbran kot slovenski kandidat za oskarja za najboljši tujejezični film, kjer ni prišel v ožji izbor.

## Vloge
- Sandi Pavlin kot Bruno
- Silva Čušin kot Duša
- Boris Cavazza kot Dare
- Barbara Vidovič kot sestra
- Barbara Cerar kot terapevtka
- Mojca Funkl kot Špela
- Lara Komar kot Carer
- Vladimir Jurc kot Gino
- Safet Mujčić kot varnostnik
- Doroteja Nadrah kot Jana
- Jurij Drevenšek kot Rok